# عين مزاحم
عين مزاحم هي أحد عيون مدينة الدمام في المنطقة الشرقية من المملكة العربية السعودية.
تشير سجلات وزارة البيئة والمياه والزراعة السعودية إلى أن عين مزاحم تبعد مسافة 5 كيلومترات جنوب شرق الدمام٬ وهي لا تبعد سوى كيلومتر واحد عن الشاطئ٬ ومكشوفة لعوامل المد والجزر. في عام 1398 هـ كان النبع يتدفق بأقل من لتر واحد في الثانية ودرجة حرارة الماء كانت 32.9 درجة مئوية. وتركيز المواد الصلبة الذائبة في مياهه كان 3.000 ملغم للتر الواحد. وفي عام 1403 هـ كان لا يزال هناك بناء خرساني حول النبع وكانت لا تزال بقايا بعض الأنابيب في مكان النبع. وقد شكل هذا النبع مصدرًا للمياه أثناء مرحلة الحفر الاستكشافي للنفط في منطقة قبة الدمام.